# Artista (classe)
Els artistes eren una classe social durant l'antic règim considerada generalment com a petita burgesia. A la Corona d'Aragó es definien com a artistes aquells oficis artesanals que es consideraven com a derivacions dels estudis universitaris, és a dir, com a arts liberals (tot i que avui dia no tots aquells oficis els classificaríem així). El concepte era contraposat al dels oficis menestrals (que llavors es consideraven de caràcter exclusivament manual i/o tècnic, no universitari) i, per tant, els artistes no s'agrupaven en gremis sinó en col·legis. En general es considerava dins de la classe dels artistes els notaris, els cirurgians i els apotecaris, tot i que hi podia haver algunes diferències depenent de la localitat. Més endavant al segle XVI també es va incloure en aquest estament altres oficis com ara adroguers i candelers. En ciutats importants també n'hi entraren altres: a Barcelona els pintors (des del 1682 o 1688), els corredors tant els de canvi com els d'orella (1707) i els orfebres (1732).
Aquest estament va existir als municipis dels Països Catalans des del segle xv fins als decrets de Nova Planta a principis del segle XVIII; i en el cas de la Catalunya Nord fins a la Revolució Francesa de finals del xviii.